# Diana Ganskyová
Diana Ganskyová, rozená Diana Sachseová (* 14. prosince 1963, Bergen auf Rügen, Meklenbursko-Přední Pomořansko) je bývalá východoněmecká atletka, jejíž specializací byl hod diskem.

## Kariéra
V roce 1981 se stala v nizozemském Utrechtu juniorskou mistryní Evropy. O pět let později vybojovala ve Stuttgartu titul mistryně Evropy. Ve finále měřil její nejdelší pokus 71,36 metru a jako jediná přehodila sedmdesátimetrovou hranici. Tento výkon je dodnes rekordem šampionátu. V roce 1987 na druhém ročníku MS v atletice v Římě získala stříbrnou medaili (70,12 m). Mistryní světa se stala Martina Hellmannová (71,62 m) a bronz získala Bulharka Cvetanka Christovová (68,82 m).
Stříbro vybojovala rovněž na letních olympijských hrách v jihokorejském Soulu v roce 1988. V páté sérii zaznamenala hod dlouhý 71,88 m. Dál poslala disk jen její krajanka Martina Hellmannová (72,30 m) a bronz brala Bulharka Christovová (69,74 m).
V roce 2002 získala v Postupimi zlatou medaili na evropském šampionátu veteránů.

## Osobní rekord
Její výkon ji řadí na 4. místo v dlouhodobých tabulkách. Dál v celé historii poslaly disk jen další Němky, tehdy reprezentující NDR Ilke Wyluddaová (74,56 m) a Gabriele Reinschová (76,80 m) a československá diskařka Zdeňka Šilhavá (74,56 m).
- hod diskem – 74,08 m – 20. červen 1987, Karl-Marx-Stadt